# Ernst Sander (SS-Mitglied)
Ernst Willy Kurt Sander, bis 1940 unter dem Geburtsnamen Ernst Sabinski, (* 14. März 1916 in Tsingtau; † 6. Juli 1989 in Gelsenkirchen) war ein deutscher SS-Oberscharführer und bei der Gestapo in Niedersachswerfen eingesetzt.

## Leben
Sander erlernte nach Beendigung der Volksschule in Deutsch-Eylau (1922–1930) das Elektrikerhandwerk. Noch vor dem Abschluss der Elektrikerlehre 1934 trat er zum 30. Juli 1933 der SS bei (SS-Nummer 247.365). Von 1934 bis 1936 gehörte er der Leibstandarte SS Adolf Hitler an und danach in Magdeburg dem Werkschutz der Braunkohle-Benzin AG. Ab 1939 war er bei der Gestapo tätig und arbeitete bei den Stapoleitstellen in Prag sowie Danzig und dem Grenzkommissariat Gotenhafen. Von Januar 1944 bis April 1945 war er bei der Gestapo Niedersachswerfen tätig, wo ihm der Bereich Sabotageangelegenheiten im Mittelwerk unterstand. Sander misshandelte Häftlinge bei Verhören im KZ Dora-Mittelbau und dem Außenlager Boelcke-Kaserne um Angehörige von Widerstandsgruppen und Sabotage bei der Raketenproduktion aufzudecken.
Nach Kriegsende tauchte Sander alias Sabinski unter und unterhielt in Bottrop ein Elektroinstallateurgeschäft. Im Essener Dora-Prozess, der am 17. November 1967 begann, war Sander gemeinsam mit Helmut Bischoff, dem ehemaligen Kommandeur der Sicherheitspolizei und des SD (KdS) des Sperrgebiets Mittelbau, sowie dem früheren KZ-Aufseher Erwin Busta angeklagt. Am 8. Mai 1970 wurde Sander im Essener Dora-Prozess zu siebeneinhalb Jahren Haft verurteilt. Die Haftstrafe musste Sander jedoch nicht antreten.